# Monobia cingulata
Monobia cingulata är en stekelart som beskrevs av Brethes 1903. Monobia cingulata ingår i släktet Monobia och familjen Eumenidae. Inga underarter finns listade i Catalogue of Life.